# بيهاري لال
بيهاري لال تشوبي أو بيهاري (1595 – 1663)  كان شاعرًا هنديًا اشتهر بكتابة ساتاساي (سبعمائة آية ) في براج باشا ، وهي مجموعة من حوالي سبعمائة قطعة ، والتي ربما تكون أشهر عمل هندي في الفن الشعري ، ويتميز عن السرد والأساليب الأبسط. يعتبر اليوم أشهر كتاب من كتاب ريتيكافيا كال أو «ريتي كال» من الأدب الهندي . 

### النشأة والتعليم

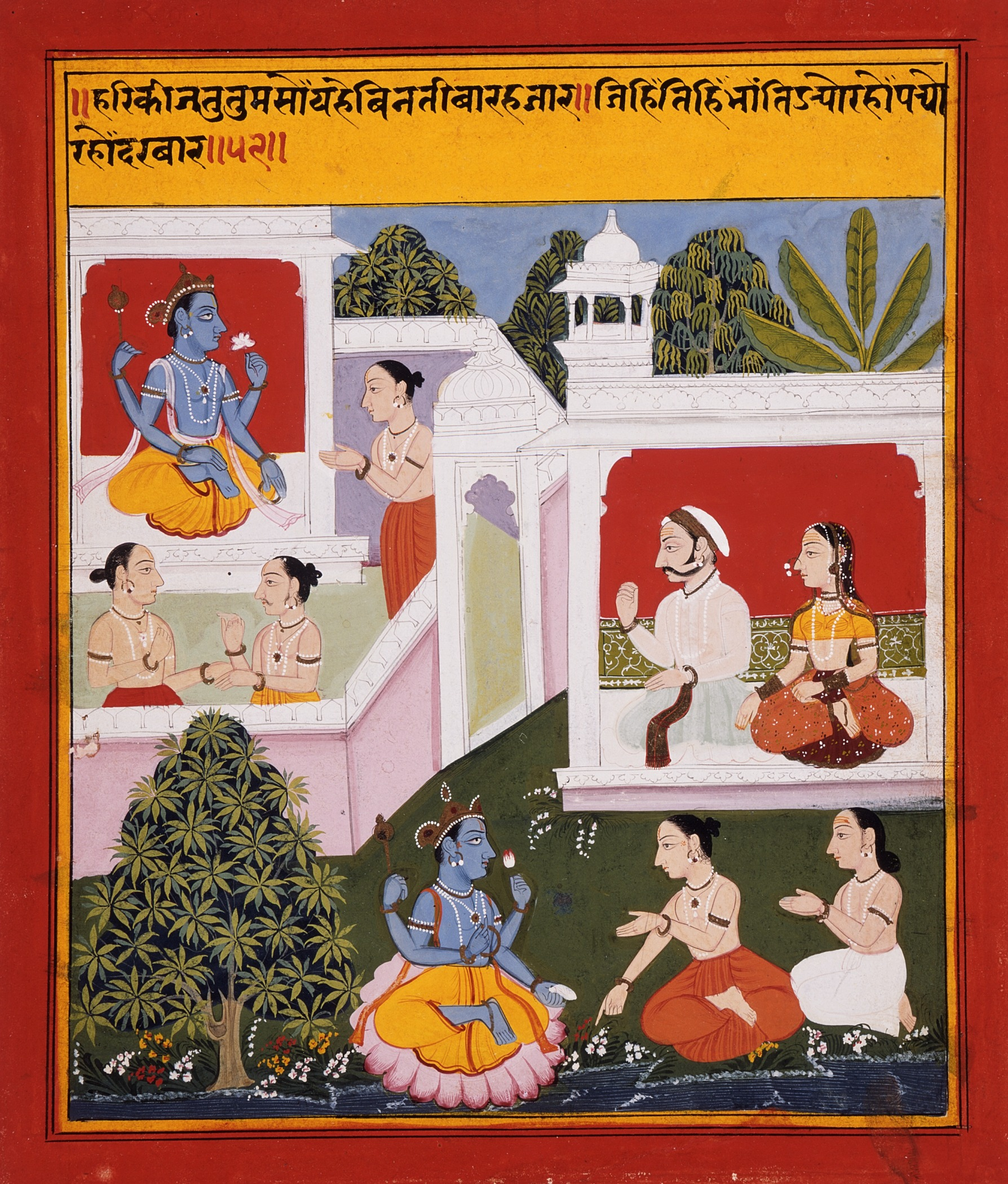
الشاعر بيهاري عروض تكريم رادها وكريشنا